# Cha Yun-hee
Cha Yun-hee (koreanisch 차연희; * 26. Februar 1986 im Kreis Jangseong, Südkorea) ist eine ehemalige südkoreanische Fußballspielerin und A-Nationalspielerin.

## Karriere

### Vereine
Cha spielte im Alter von 20 Jahren das erste Mal im Seniorinnenbereich Fußball. Sie gehörte elf Jahre lang den in Icheon ansässigen Icheon Daekyo an und kam für den Verein in der WK League, der höchsten Spielklasse im südkoreanischen Frauenfußball, in 19 Punktspielen zum Einsatz, in denen sie zehn Tore erzielte. In diesem Zeitraum kam sie über ein Leihgeschäft für den Bundesligisten SC 07 Bad Neuenahr in der Saison 2009/10 in 19 Punktspielen zum Einsatz. Ihr Debüt gab sie zum Saisonstart am 20. September 2009 beim 2:0-Sieg im Auswärtsspiel gegen den Spielklassenneuling Tennis Borussia Berlin über 90 Minuten. Ferner kam sie in zwei Spielen im Wettbewerb des DFB-Pokals zum Einsatz und erzielte in der 1. Runde ein Tor.
Ihre Spielerkarriere ließ sie in er Spielzeit 2017 beim Ligakonkurrenten Gyeongju Korea Hydro & Nuclear Power ausklingen.

### Nationalmannschaft
Cha bestritt für den KFA ihre ersten 13 Länderspiele für die U19-Nationalmannschaft. Ihr Debüt als Nationalspielerin erfolgte am 26. Mai 2004 mit dem ersten Gruppenspiel bei der altersgemäßen Asienmeisterschaft in China beim 2:1-Sieg über die U19-Nationalmannschaft Chinas. Sie wurde in den beiden weiteren Gruppenspielen, im Halbfinale und auch im Finale berücksichtigt. Im Finale am 6. Juni 2004 traf sie mit ihrer Mannschaft erneut auf die U19-Nationalmannschaft Chinas, die mit 3:0 ein zweites Mal bezwungen werden konnte.
Aufgrund des Titelgewinns war ihre Mannschaft für die Teilnahme an der im November desselben Jahres in Thailand ausgetragenen und altersbezogenen Weltmeisterschaft qualifiziert; in diesem Turnier wurde sie in allen drei Spielen der Gruppe C eingesetzt.
Am 18. Dezember 2005 kam sie in Jeju beim 3:2-Sieg im Freundschaftsspiel gegen die U19-Nationalmannschaft Russlands zum Einsatz, bevor sie ihre letzten drei Spiele im Turnier um die Asienmeisterschaft 2006 bestritt (11:0 vs. Indien, 1:2 vs. Japan und Nordkorea). Bei der 1:2-Niederlage gegen die U19-Nationalmannschaft Japans gelang ihr mit dem Treffer zum Endstand in der 90. Minute ihr erstes Länderspieltor.
Für die A-Nationalmannschaft bestritt sie von 2004 bis 2013 66 Länderspiele, in denen ihr 15 Tore gelangen. Gleich bei ihrem Debüt am 18. April 2004 in Hiroshima, beim 7:0-Sieg über die Nationalmannschaft Guams im Qualifikationsspiel im Hinblick auf die Teilnahme am olympischen Fußballturnier 2004, erzielte sie auch ihre ersten beiden A-Länderspieltore mit den Treffern zum 3:0 und 5:0 in der 36. und 73. Minute. Ihr letztes A-Länderspiel bestritt sie am 24. Juli 2013 in Hwaseong bei der 1:2-Niederlage gegen die Nationalmannschaft Chinas mit dem 2. Endrundenspiel der Ostasienmeisterschaft.

#### Chas A-Länderspiele in einer zusammenfassenden Übersicht
Ostasienmeisterschaft

2005 3/0, 2008 3/0,
2013 2/0
Asienmeisterschaft

Gruppe B; 2006 4/2, Gruppe B; 2008 3/1, Gruppe B; 2010 3/1
Qualifikation Asienmeisterschaft

Gruppe B; 2008 3/0
Asienspiele

Gruppe G; 2010 3/0 und Spiel um Bronze 1/0
Peace Queen Cup

2008 3/1
Gruppe A; 2010 2/0 und Finale 1/0
Vier-Nationen-Turnier

2009 3/0
2012 2/0
2013 3/0
Zypern-Cup

Gruppe C; 2012 3/3 und Spiel um Platz 5 1/1
Spiel um Platz 9; 2013 1/0
12 Qualifikationsspiele; 3 Tore (2004: 5/3, 2007: 3/0, 2011: 4/0) für die olympischen Fußballturniere 2004, 2008, 2012

07 Freundschaftsspiele; 1 Tor

03 Spiele; 2 Tore Ostasiatische Konföderationsmeisterschaft der Frauen 2008 (Vorrunde)

## Erfolge
Nationalmannschaft
- Peace Queen-Cup-Sieger 2010, Zweiter 2008
- Bronzemedaille Asienspiele 2010
- Zweiter Vier-Nationen-Turnier 2009
- Ostasienmeister 2005
- U19-Asienmeister 2004

Icheon Daekyo
- Südkoreanischer Meister 2009 (ohne Einsatz), 2011, 2012